# Herman Greulich

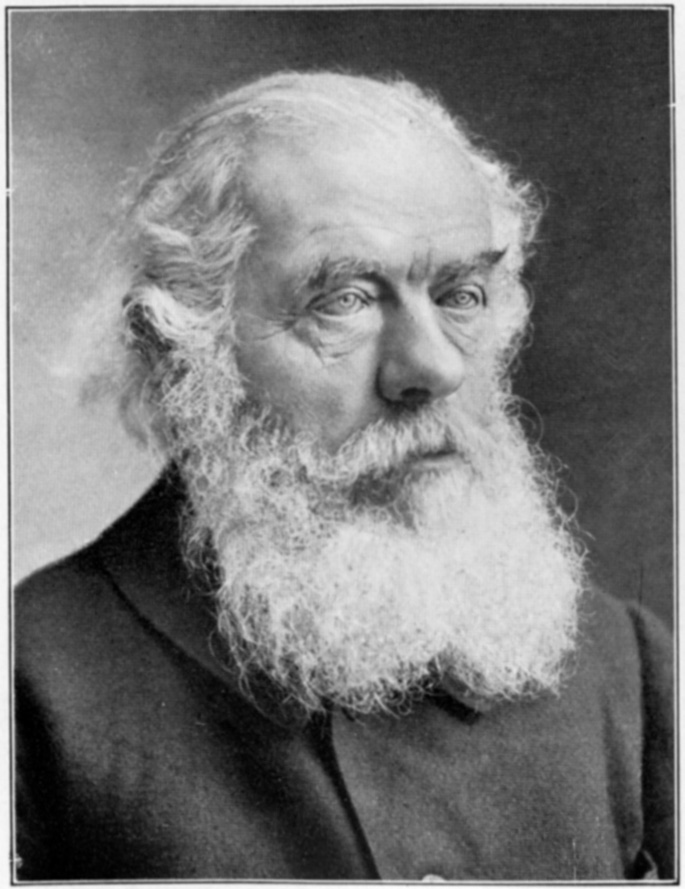
Porträt um 1914

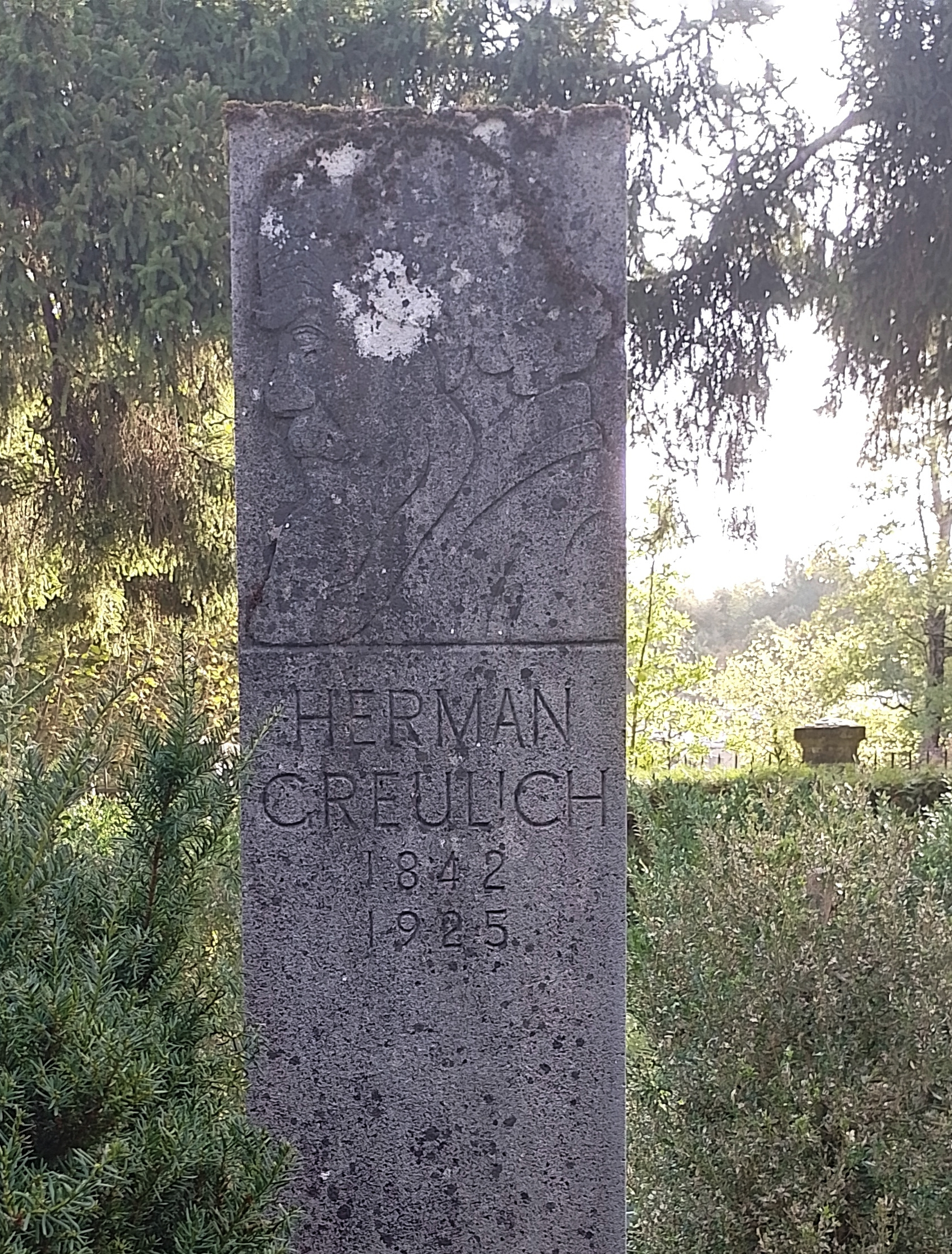
Grab, Friedhof Rehalp, Zürich

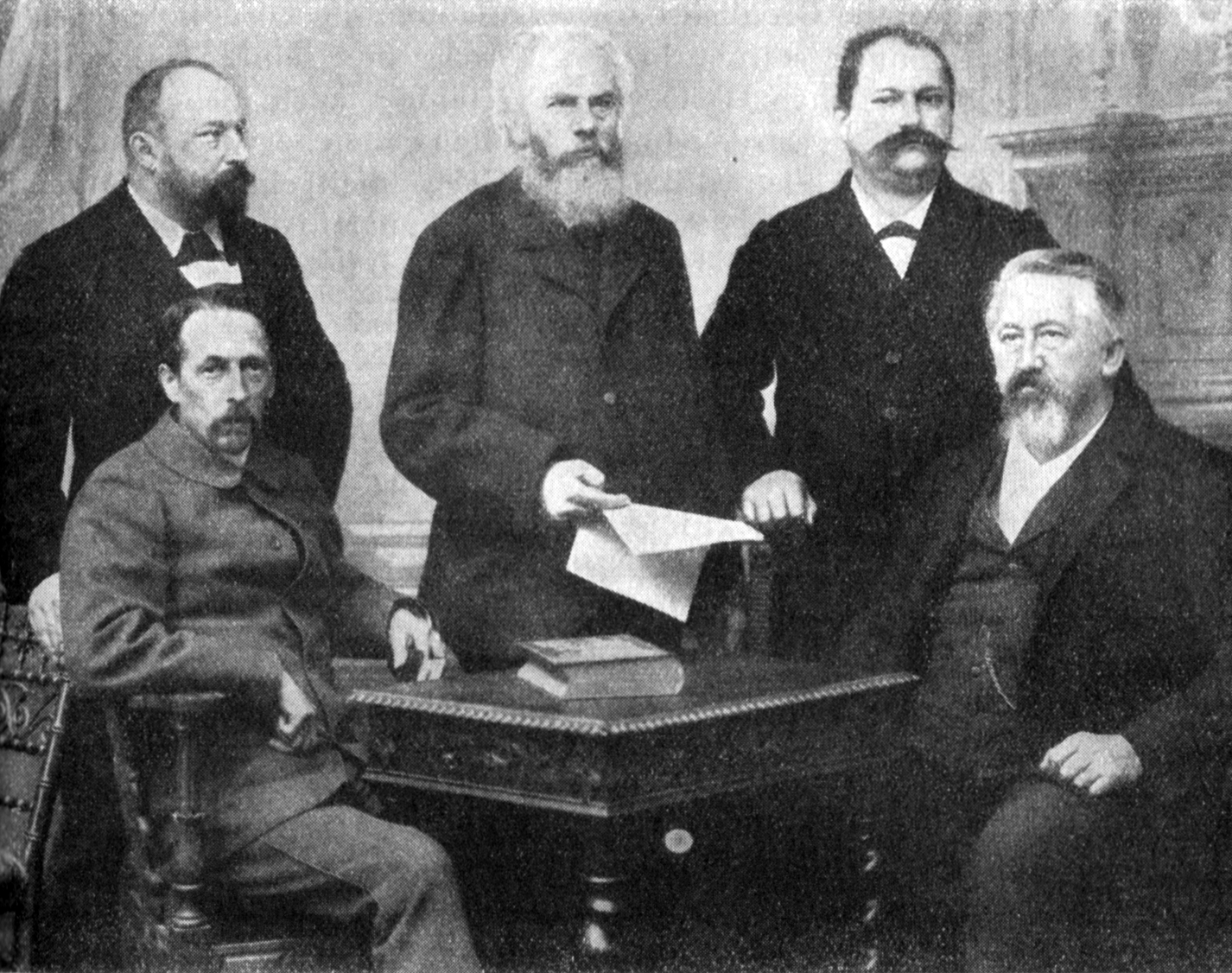
Herman Greulich (Mitte) mit seinen Mitarbeitern im Schweizerischen Arbeitersekretariat, ca. 1889

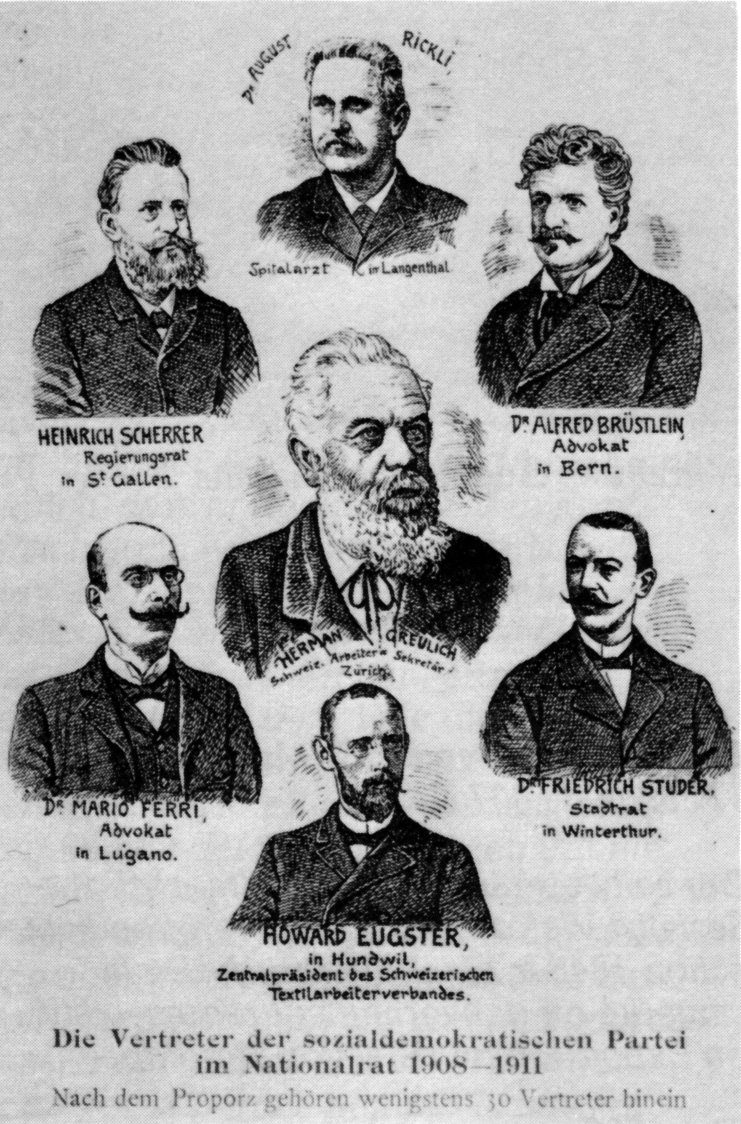
Herman Greulich umgeben von den sechs Nationalräten der Sozialdemokratischen Partei der Schweiz 1908–1911. Von den bürgerlichen Politikern wurde die Gruppe als «Kapelle Greulich» bezeichnet.

Herman Greulich, auch Hermann, (* 9. April 1842 in Breslau; † 8. November 1925 in Zürich) war ein Schweizer Politiker. Er gründete die erste Sozialdemokratische Partei der Schweiz und war ein Vorkämpfer für das schweizerische Frauenstimmrecht.

## Leben
Herman Greulich stammte aus Schlesien. Sein Vater Johann Gottlieb Greulich war Kutscher, seine Mutter Rosina Greulich, geborene Franske, Kindermädchen. 1848 bis 1856 besuchte er eine Breslauer Armenschule. Aus gesundheitlichen Gründen musste er eine Berufslehre als Handschuhmacher vorzeitig beenden. Er absolvierte darauf 1857–1862 in Breslau eine Berufslehre als Buchbinder. Er war Autodidakt und zeitweises Mitglied der Freireligiösen Gemeinde und der liberalen Arbeiterbewegung von Hermann Schulze-Delitzsch. 1865 wanderte er in die Schweiz ein. Hier heiratete er 1867 Johanna Kauffmann, die Tochter des Architekten Heinrich Fürchtegott Kaufmann. Zusammen hatten sie sieben Kinder, u. a. die Tochter Gertrud Medici-Greulich, die versuchte, das Werk des Vaters fortzusetzen. Die Schweiz sah Greulich als Inbegriff eines freiheitlichen Staates, dennoch fand er auch hier Missstände wie Kinderarbeit und sechzehnstündige Fabrikarbeitstage vor.
Greulich arbeitete zunächst als Buchbinder, dann als Gehilfe in einem Fotografieatelier (1866–1869), wurde darauf Redaktor der Tagwacht (1869–1880) und Kaffeeröster beim Konsumverein Zürich (1880–1884). Ab 1884 arbeitete er beim Statistischen Amt des Kantons Zürich, dessen Vorsteher er von 1885 bis 1887 war. 1887 trat Greulich seine Stelle als erster vollamtlicher Arbeitersekretär der Schweiz an.
Seine politische Tätigkeit wurde Greulich beinahe zum Verhängnis, als er sich 1877 in seiner Wohngemeinde Hirslanden einbürgern lassen wollte: Nur exakt die Hälfte der Stimmberechtigten in der entscheidenden Gemeindeversammlung sprachen sich dafür aus, den «Sozialistenhäuptling» in das Schweizer Bürgerrecht aufzunehmen. Der Stichentscheid des freisinnigen Gemeindepräsidenten gab schliesslich den Ausschlag zugunsten Greulichs.
Greulich lebte von 1875 bis zu seinem Tod 1925 an der Klusstrasse 28 im 1893 eingemeindeten bürgerlichen Stadtteil Zürich-Hirslanden. Seine letzte Ruhestätte fand er auf dem Friedhof Rehalp in Zürich. 
Die nach ihm benannte Herman-Greulich-Strasse liegt hingegen in Zürich-Aussersihl, einem durch die Arbeiterschaft geprägten Stadtteil. Im Jahr 1933 wurde in Wien-Donaustadt (22. Bezirk) der Hermann-Greulich-Platz nach ihm benannt.
Sein Urenkel ist der ehemalige Zürcher Gewerkschaftspolitiker Marco Medici-Niederberger (25. September 1945–10. März 2023), langjähriger Präsident der Zürcher Sektion des Vereins AVIVO, ebenso langjähriger Vizepräsident des nationalen Vereins. Dessen Tochter, Greulichs Ururenkelin, ist Gabriela Medici; die Juristin hat seit 2018 das Amt einer Zentralsekretärin beim SGB in Bern inne.

## Politische Tätigkeit
Er suchte zuerst Anschluss an den liberalen Deutschen Arbeiterbildungsverein Eintracht. Unter dem Einfluss des Zürcher Sozialisten Karl Bürkli engagierte sich Greulich jedoch schon bald in der sozialistischen Arbeiterbewegung. So gründete er die ersten Gewerkschaften, die Zürcher Sektion der Internationalen Arbeiter-Assoziation (IAA) sowie die Arbeiterzeitung Tagwacht. Später spielte Friedrich Albert Lange eine wichtige Rolle für Greulichs politisches Engagement. Seine ersten zwei Versuche, um 1870 eine sozialdemokratische Partei zu bilden, scheiterten nicht zuletzt am Widerstand des Grütlivereins; erst der dritte Versuch 1888 durch Albert Steck war erfolgreich.
In der Folge bekleidete Herman Greulich verschiedene parlamentarische Ämter: Er war Zürcher Kantonsrat (1890–1893, 1896–1899 und 1901–1925) und Zürcher Stadtrat (heutiger Gemeinderat; 1892–1925). Bei den Parlamentswahlen 1902 wurde er in den Nationalrat gewählt, verlor jedoch drei Jahre später seinen Sitz. 1905 mitbegründete er mit dem Verband der Gemeinde- und Staatsarbeiter eine Vorgängerorganisation des VPOD. 1908 gelang ihm der Wiedereinzug in den Nationalrat, dem er bis zu seinem Tod angehörte und dessen Alterspräsident er in den Jahren 1919 und 1922 war. Dank seiner pragmatischen Politik und seiner Nähe zur bürgerlichen Kultur (er war Sänger im gemischten Chor der Stadt Zürich und pflegte seine Bildung im Bereich der Geschichte und der Sprachen) wurde er zu einer eigentlichen Vaterfigur, was ihm den Übernamen «Papa Greulich» eintrug. Greulich richtete sich auch gegen Anarchisten und revolutionäre Zielsetzungen in der Partei; sein Ansatz war überwiegend sozialreformerisch.
Dafür wurde Greulich verschiedentlich von den radikaleren Kräften innerhalb seiner Partei kritisiert, etwa wegen seiner Zustimmung zum Militärbudget oder seiner Zurückhaltung in der Frage des Generalstreiks 1918. Damals tat er sich als innerparteilicher Gegner des Oltener Aktionskomitees (OAK) hervor und kritisierte Robert Grimm, den Präsidenten des OAK, mehrere Male wegen dessen Ansichten in der Generalstreikfrage.

## Bilder

Herman und Johanna Greulich (geborene Kauffmann) 1866
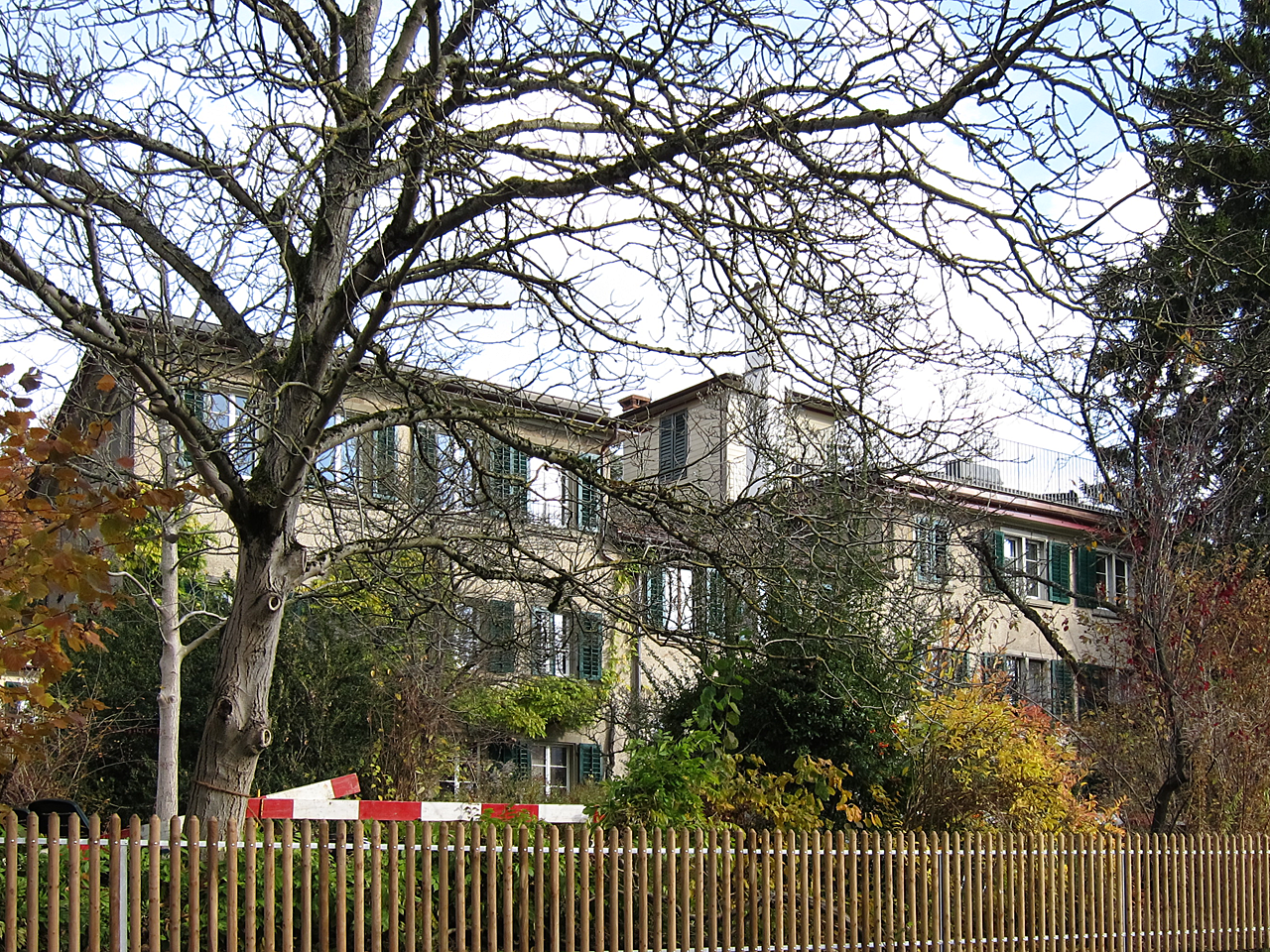
Wohnhaus von Herman Greulich in Zürich-Hirslanden (rechter Hausteil)
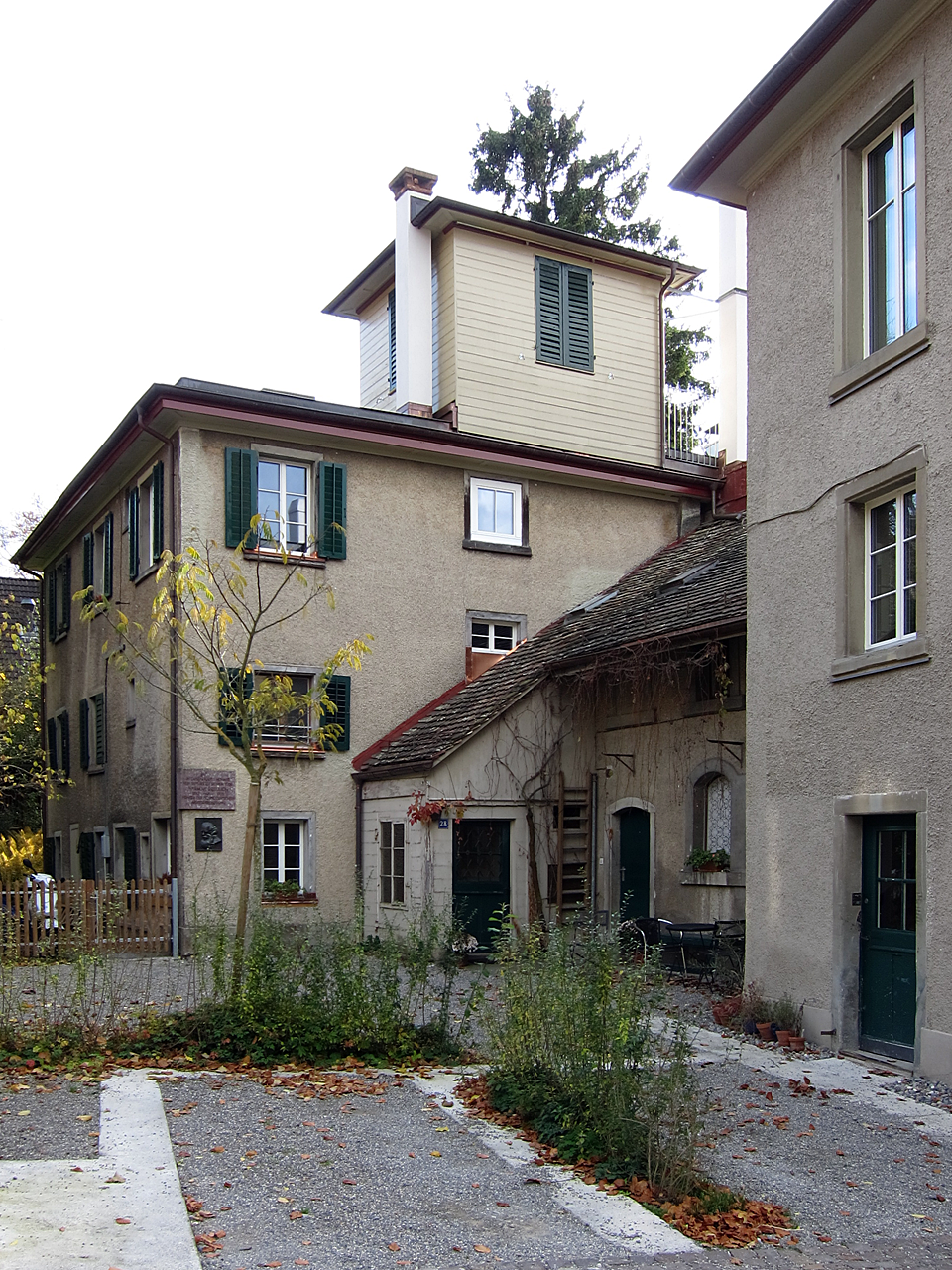
Rückseite und Eingangsbereich der Klusstrasse 28 mit Gedenktafel
Gedenktafel am Wohnhaus von Herman Greulich
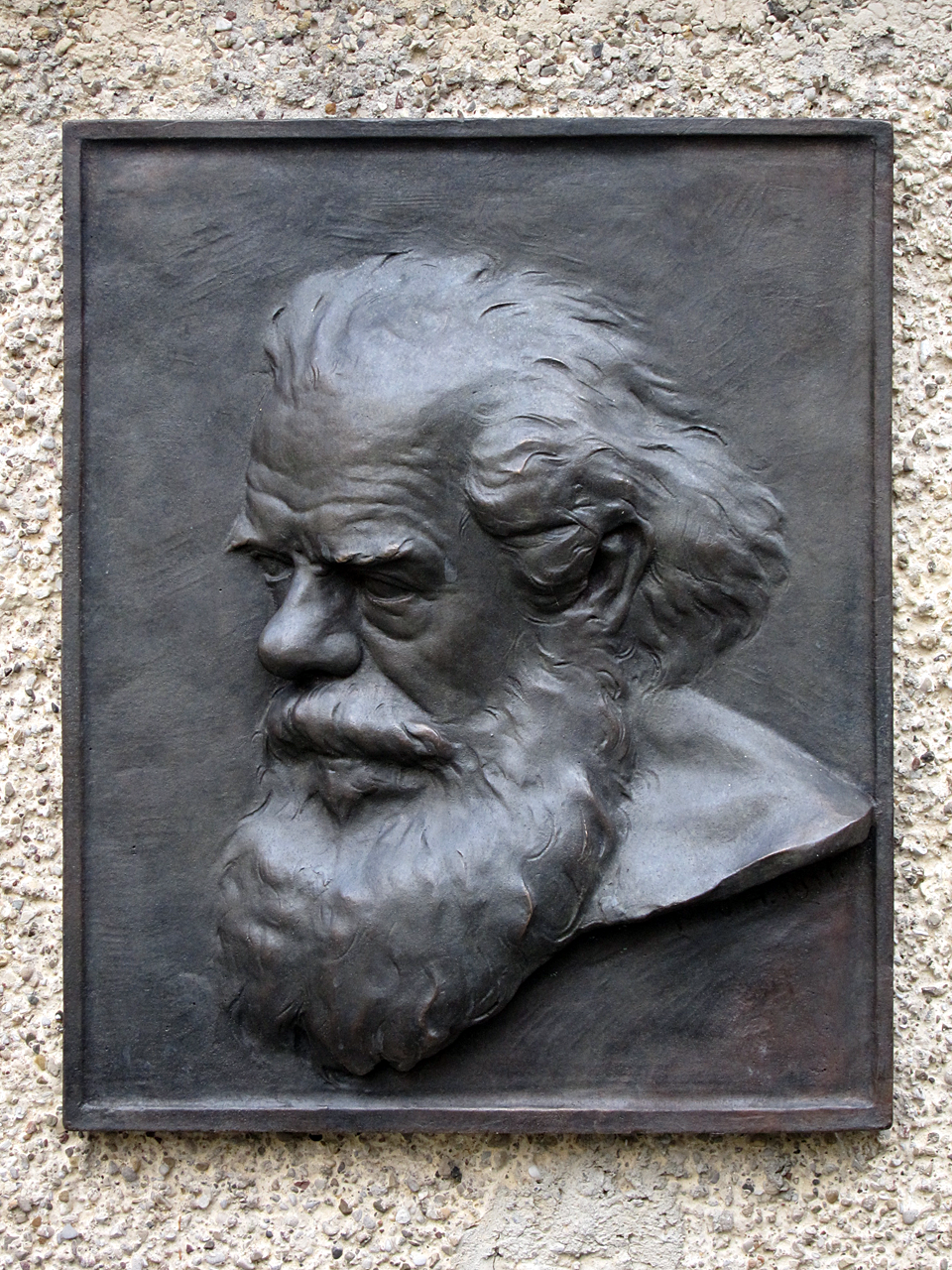
Gedenktafel, Klusstrasse 28 in Zürich-Hirslanden

## Werke
- Der Staat vom sozialdemokratischen Standpunkte aus. Eine Auseinandersetzung mit den „Anarchisten“. Volksbuchhandlung, Zürich 1877
- Karl Fourier. Ein Vielverkannter. Versuch einer Darlegung seines Ideenganges im Lichte des modernen Sozialismus. Buchhandlung des Schweizerischen Grütlivereins, Zürich 1881 (2. Durchges. Aufl. 1919)
- Die materialistische Geschichtsauffassung. Leichtfaßlich dargestellt. Vorwärts, Berlin 1897 2. Aufl. 1907 vDigitalisat
- Die Förderung des Gewerkschaftswesens. Referat vor dem Schweizerischen Arbeitertag am 5. April 1899 in Luzern. Buchdruckerei des „Volksrecht“, Zürich 1899 Digitalisat (PDF; 1,4 MB)
- Wo wollen wir hin? Ein ernstes Mahnwort an alle Gewerkschafter der Schweiz. Unionsdruckerei, Bern 1903
- Krieg und Internationale. Genossenschaftsdruckerei, Zürich 1915 Digitalisat
- Der Weg zum Sozialismus. Eine sachliche Auseinandersetzung mit den Neukommunisten über körperliche und sittliche Gewalt.  W. Trösch, Olten 1921
- Das grüne Hüsli. Erinnerungen. Hrsg. von Gertrud Medici-Greulich. Genossenschaftsdruckerei, Zürich 1942